# 群英街道
群英街道，是中华人民共和国吉林省长春市宽城区下辖的一个街道办事处。

## 行政区划
群英街道下辖以下地区：
鞍山路社区、长盛社区、西道口社区、北站社区和北七条社区。